# Торрес, Факундо
Факундо Даниэль Торрес Перес (исп. Facundo Daniel Torres Pérez; родился 13 апреля 2000, Монтевидео) — уругвайский футболист, нападающий бразильского клуба «Палмейрас» и сборной Уругвая.

## Клубная карьера
Уроженец Монтевидео, Факундо вырос в городе Лас-Пьедрас. Выступал за молодёжные команды «Хувентуд Ривер де Ла-Пас» и «Ла-Пас Уондерерс». В возрасте 10 лет начал выступать за молодёжную команду клуба «Пеньяроль». 16 августа 2020 года дебютировал в основном составе «Пеньяроля» в матче Примеры Уругвая против клуба «Бостон Ривер», выйдя на замену во втором тайме, после чего отметился забитым мячом.
24 января 2022 года перешёл в клуб MLS «Орландо Сити», подписав в качестве молодого назначенного игрока четырёхлетний контракт с опцией продления ещё на один год. По сведениям прессы стоимость трансфера составила рекордные для клуба $9 млн. В высшей лиге США дебютировал 27 февраля в матче стартового тура сезона 2022 против «Клёб де Фут Монреаль». 19 марта в матче против «Лос-Анджелес Гэлакси» забил свой первый гол за «Орландо Сити».

## Карьера в сборной
Представлял юношеские сборные Уругвая на чемпионате Южной Америки (до 15 лет) в 2015 году и на чемпионате Южной Америки (до 17 лет) в 2017 году. Является лучшим бомбардиром сборной Уругвая до 17 лет (14 голов). В 2020 году сыграл за сборную Уругвая до 20 лет.
В марте 2021 года был включён в предварительную заявку главной сборной Уругвая на матчи отборочного турнира к чемпионату мира, однако позднее КОНМЕБОЛ отменил матчи сборных в марте в связи с карантинными мерами.
8 июня 2021 года в матче отборочного турнира к чемпионату мира 2022 против Парагвая дебютировал в национальной сборной Уругвая.
Был включён в состав сборной на Кубок Америки 2021.